# Acharia tragodes
Acharia es un género monotípico de arbustos perteneciente a la familia de las achariáceas. Su única especie: Acharia tragodes Thunb., es originaria de África.

## Descripción
Es un arbusto o planta herbácea perennifolia que alcanza hasta los 40 cm de altura. La lámina foliar es profundamente palmado-lobulada, de 1,5-6,3 cm de largo, 1,5-6 cm de ancho, y peciolada.

## Distribución y hábitat
Es una especie más rara que se encuentra entre el matorral y los bosques del Distrito de Uitenhage en Natal Sudáfrica.

## Taxonomía
Acharia tragodes fue descrita por Carl Peter Thunberg y publicado en Prodromus Plantarum Capensium,... 14. 1794.
Etimología
Acharia: nombre genérico otorgado en honor del botánico sueco Erik Acharius (1757 - 1819) 
tragodes: epíteto